# 278 (عدد)
278 هو عدد صحيح طبيعي بين 277 و279

## في الرياضيات

### خصائص
- 278عدد زوجي
- 278 عدد ناقص